# Ресурси і запаси алмазів
Ресу́рси та запа́си алма́зів — 

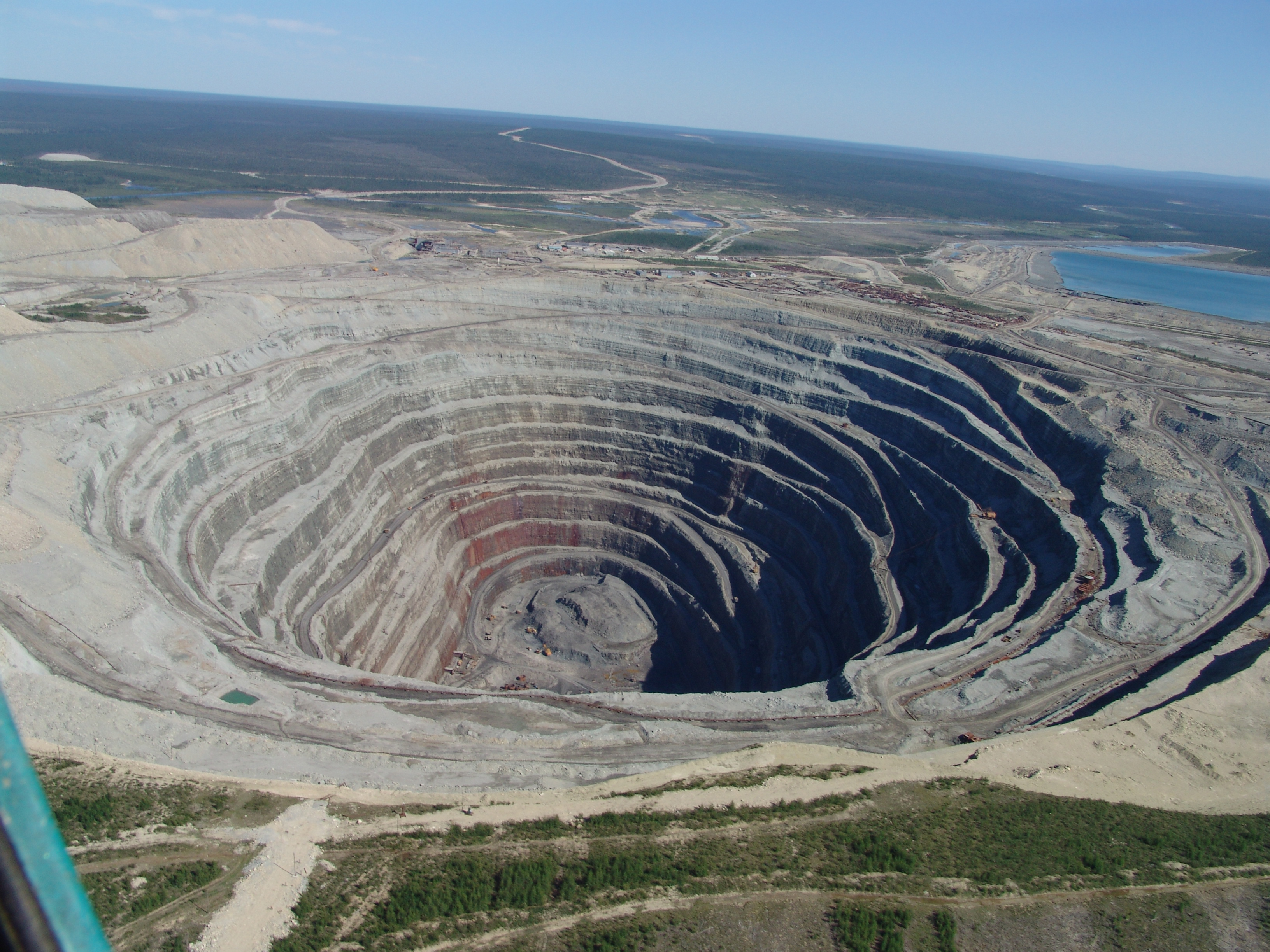
Кар'єр кімберлітової трубки Удачная.

світу (без Росії) на кінець ХХ ст. (1999) становили майже 5,2 млрд каратів. Існувала тенденція до зростання ресурсів, що виразно виявилася за попередні п'ять років, особливо після відкриття і залучення до експлуатації найбільших алмазоносних провінцій у Канаді й Намібії.
Станом на 2006 р. ресурси алмазів істотно збільшилися в основному, внаслідок недавно проведених робіт по черговій переоцінці найбільшого в світі австралійського родовища Аргайл, а також декількох родовищ Ботсвани і ПАР. На початок 1997 р. загальні запаси алмазів світу становили майже 1,2 млрд каратів[джерело?].
Табл. Ресурси і загальні запаси природних (АП) та ювелірних (АЮ) алмазів на межі ХХ — XXI ст. (млн кар.)
| Континенти і країни              | Ресурси | Запаси АП | Частка у світі, % | Запаси АЮ | Частка у світі,% |
| Азія                             | 52      | 5,5       | 0,5               | 2,4       | 0,5              |
| Індія                            | 1r      | 0,2r      | 0                 | 0,2r      | 0                |
| Індонезія                        | 1r      | 0,3r      | 0                 | 0,2r      | 0                |
| КНР                              | 50r     | 5r        | 0,4               | 2         | 0,5              |
| Африка                           | 3723    | 859,8     | 72,5              | 329,4     | 74,8             |
| Ангола                           | 800r    | 240r      | 20,2              | 120r      | 27,2             |
| Ботсвана                         | 1100r   | 390r      | 32,9              | 110r      | 25               |
| Гана                             | 20r     | 14r       | 1,2               | 2r        | 0,5              |
| Гвінея                           | 50r     | 1,8       | 0,2               | 0,8r      | 0,2              |
| ДР Конго                         | 300r    | 50r       | 4,2               | 4r        | 0,9              |
| Зімбабве                         | 20r     | 0r        | 0                 | 5,5r      | 1,2              |
| Кот-д'Івуар                      | 5r      | 0,5r      | 0                 | 0,4r      | 0,1              |
| Лесото                           | 30r     | 8r        | 0,7               | 4r        | 0,9              |
| Ліберія                          | 10      | 0,5r      | 0                 | 1r        | 0,2              |
| Малі                             | 10r     | 0r        | 0                 | 0r        | 0                |
| Намібія                          | 1000r   | 13        | 1,1               | 12,5r     | 2,8              |
| Есватіні                         | 3r      | 0r        | 0                 | 0,2r      | 0                |
| Сьєрра-Леоне                     | 30r     | 5r        | 0,4               | 4         | 0,9              |
| Танзанія                         | 50r     | 4r        | 0,3               | 3r        | 0,7              |
| Центральноафриканська Республіка | 30r     | 3r        | 0,3               | 2r        | 0,5              |
| ПАР                              | 265r    | 130r      | 11                | 60r       | 13,6             |
| Америка                          | 817     | 125,6     | 10,6              | 73,6      | 16,7             |
| Бразилія                         | 50r     | 11r       | 0,9               | 4r        | 0,9              |
| Венесуела                        | 30r     | 0,3r      | 0                 | 1r        | 0,2              |
| Гаяна                            | 5r      | 0,5r      | 0                 | 0,2r      | 0                |
| Канада                           | 700     | 112r      | 9,4               | 67,2r     | 15,3             |
| Колумбія                         | 2r      | 0r        | 0                 | 0,2       | 0                |
| США                              | 30r     | 1,8r      | 0,1               | 1r        | 0,2              |
| Австралія і Океанія              | 598     | 195       | 16,4              | 35        | 7,9              |
| Австралія                        | 598     | 195       | 16,4              | 35r       | 7,9              |
| Разом                            | 5190    | 1185,8    | 100               | 440,4     | 100              |

## В Україні
У межах території України встановлено три райони прояву кімберлітового і лампроїтового магматизму — корінних джерел алмазів — це північ Волино-Подільської плити. Центральна частина Українського щита та Приазовський масив і зона його зчленування з Донбасом. За перспективами виявлення промислових алмазів Кухітсько-Серхівська площа посідає провідне місце. Саме біля с. Кухітська Воля у 1975 p. було визначено перший кімберлітовий прояв в Україні. У центральній частині Українського щита поблизу м. Кіровоград на ділянках Лелеківська і Щорсівська встановлені малопотужні тіла кімберлітів і лампроїтів дайкоподібної форми. У Приазов'ї виявлено 7 кімберлітових тіл, прояви лампроїтового магматизму, значну кількість масивів ультраосновних лужних порід і карбонатоподібних утворень, а також відомі численні знахідки алмазів і їх мінералів-супутників у вторинних колекторах, представлених різновіковими (від кам'яновугільного до четвертинного періоду) теригенними відкладами[джерело?].